# SSSR-V6 オソアヴィアヒム

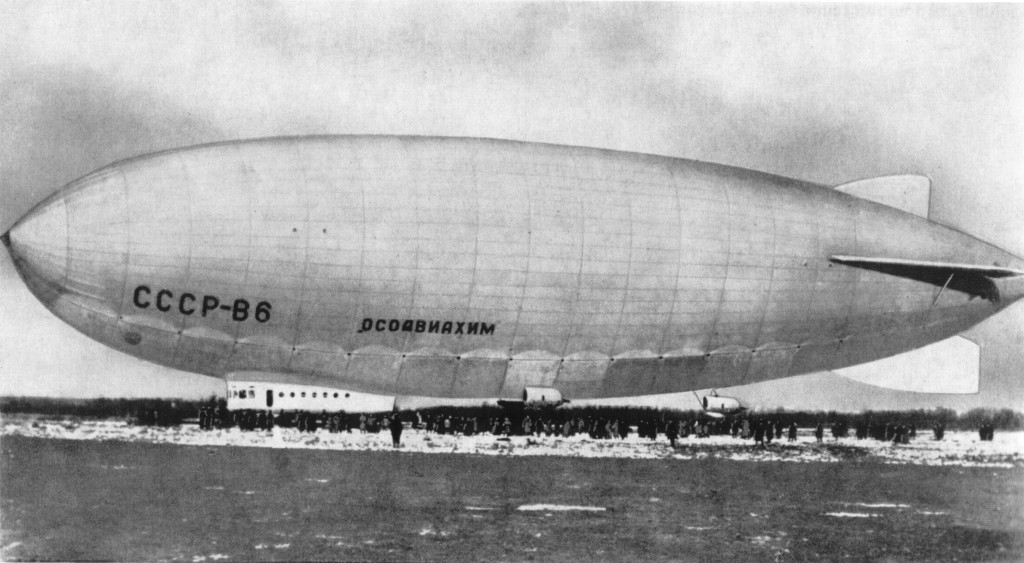
SSR-V6 オソアヴィアヒム

SSSR-V6 オソアヴィアヒム（SSSR-V6 OSOAVIAKhIM:ロシア語: СССР-В6 ОСОАВИАХИМ）は、1930年代のソビエト連邦の半硬性飛行船である。イタリアの飛行船設計者、ウンベルト・ノビレが設計した。
ソビエトの飛行組織オソアヴィアヒムから名前がつけられ、ソビエト製の飛行船としては、最大のもののひとつで、最も成功したものである。1937年10月に、グラーフ・チェッペリン号の記録を破って、飛行船の連続滞空時間の世界記録130時間27分を樹立した。
1938年2月、流氷に閉じ込められた、イワン・パパーニンの極地探検隊の救助にムルマンスクに派遣されることになった。モスクワの基地からムルマンスクまでの飛行の間に極地の天候に対する飛行特性がテストされた。1938年2月5日、16時45分、ムルマンスクの280km南の、カンダラクシャの近くの高地に衝突し、乗員19人のうち13人が犠牲となった。公式の発表では革命前の古い地図の地形が間違っていたことが事故原因としたが、視界の悪かったことと、操縦ミスが事故の原因であったとされる。
犠牲者はモスクワのノヴォデヴィチ墓地に葬られ、墜落現場には1968年に記念碑が建てられた。SSSR-V6 オソアヴィアヒムの事故はソビエトの飛行船の開発に打撃を与えた。

## 要目
- 乗員: 15名
- 全長: 105 m
- 直径; 20 m
- 気嚢容積: 19,400 m2
- 重量: 12,000 kg
- 有効浮力: 9,300 kg
- エンジン出力 3 ×190 hp

- 最大速度: 93 km/h